# Parque de las Instrucciones del Año XIII

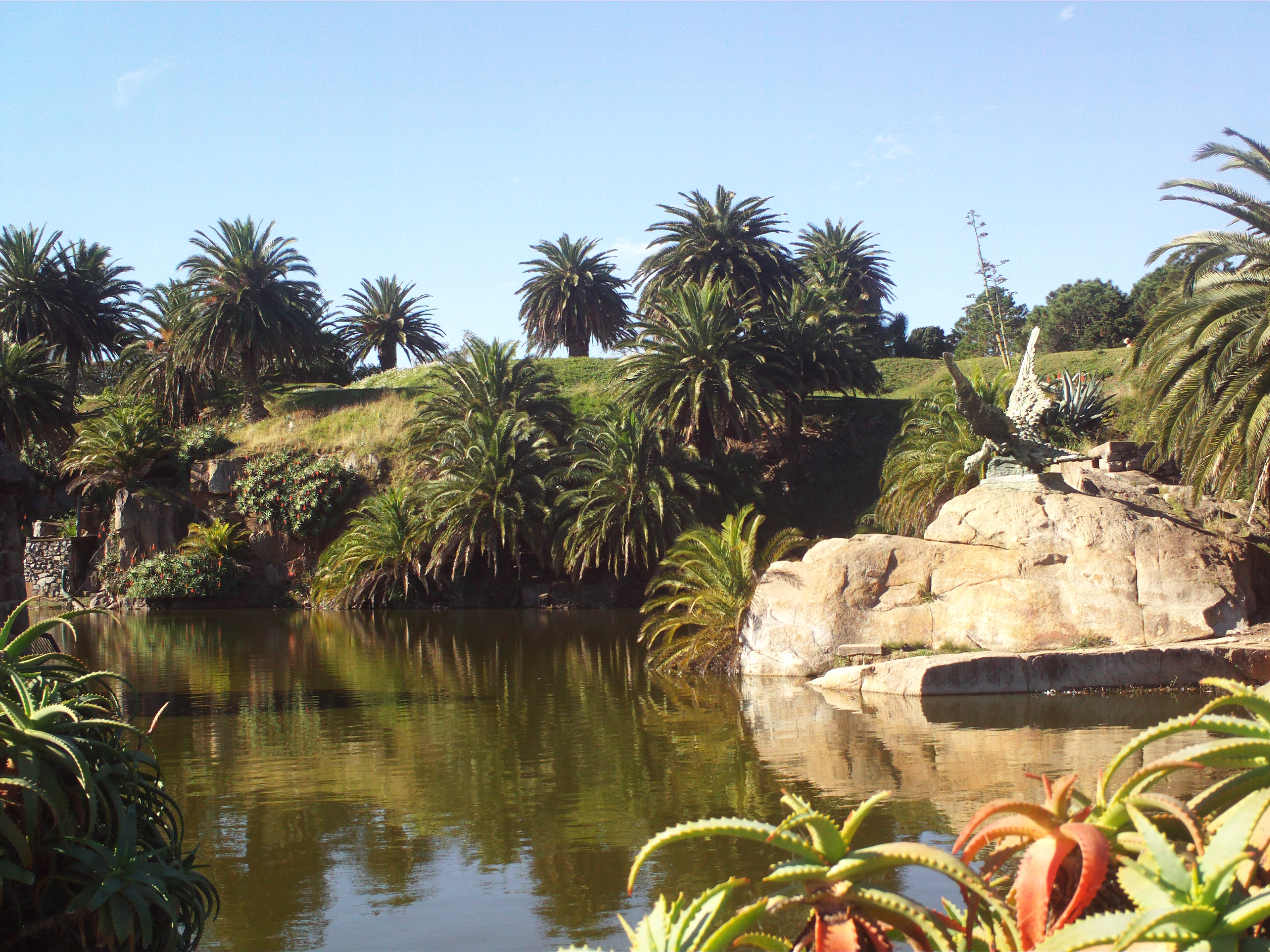
Parque Instrucciones del Ano XIII

Der Parque de las Instrucciones del Año XIII ist eine Parkanlage in der uruguayischen Landeshauptstadt Montevideo.
Er befindet sich im Barrio Punta Carretas im westlichen Teil der den südlichsten Punkt Montevideos bildenden, in den Río de la Plata hineinragenden Landzunge. Der Parque de las Instrucciones del Año XIII erstreckt sich dabei westlich des Bulevar Artigas 379, eingefasst von der Avenida Julio M. Sosa, der Avenida Juan A. Cachón und der Rambla Pte. Wilson. Der als Golfplatz genutzte Park wurde von Dr. Allister Mackenzie errichtet und 1934 eröffnet.
Seit 1975 ist die Parkanlage als Monumento Histórico Nacional klassifiziert.